# Коромбл
Коромбл (фр. Corrombles) насеље је и општина у источном делу централне Француске у региону Бургоња, у департману Златна обала која припада префектури Монбар.
По подацима из 2011. године у општини је живело 242 становника, а густина насељености је износила 21,12 становника/km². Општина се простире на површини од 11,46 km². Налази се на средњој надморској висини од 288 метара (максималној 331 m, а минималној 239 m).

## Демографија
| 1962. | 1968. | 1975. | 1982. | 1990. | 1999. | 2011. |
| ----- | ----- | ----- | ----- | ----- | ----- | ----- |
| 263   | 270   | 239   | 200   | 201   | 201   | 242   |

График промене броја становника у току последњих година